# Фільтр-прес камерний

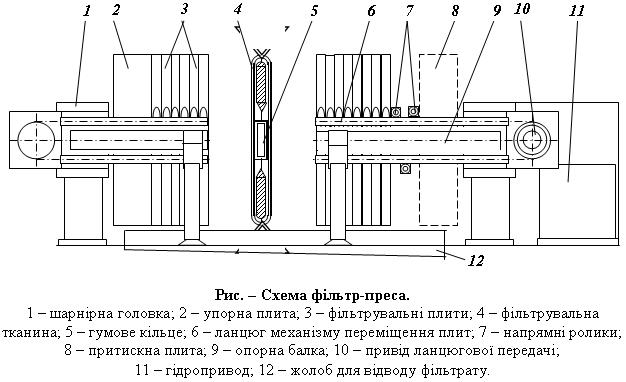
Загальний вигляд горизонтального камерного фільтр-преса

Камерний фільтр-прес (фрагмент): 1 — нерухома плита; 2 — рухома плита; 3 — фільтрувальна плита; 4 — фільтрувальна тканина

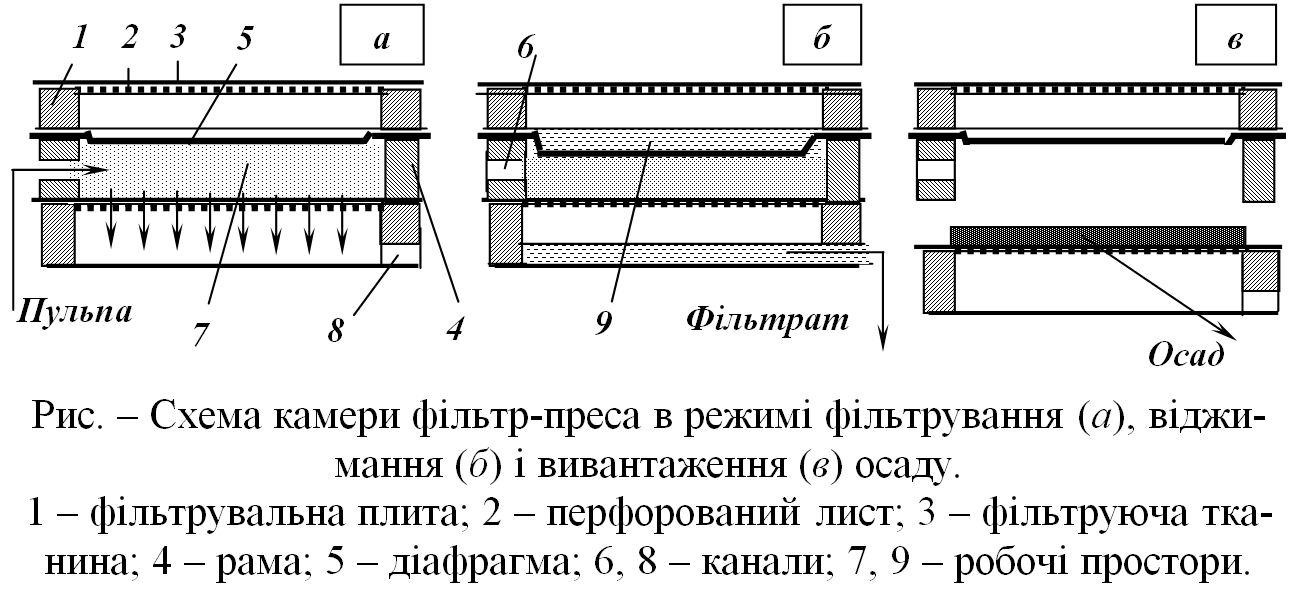

Фільтр-прес камерний — фільтр-прес, в якому робочим органом є камера, з якої періодично видаляється осад.

## Принцип дії
Циклограма фільтр-преса передбачає послідовні операції: стискання плит — 1 хв., заповнення камер — 3 хв., фільтрування — 20—40 хв., продування колектора — 2 хв., розтискання плит — 1 хв., пересування плит та вивантаження осаду — 16—20 хв., повернення плит — 2 хв.

## Практика застосування
У вітчизняній практиці поширення отримали польські фільтр-преси PF-ROW 1/570. Цикл роботи Ф.-п.к. PF-ROW 1/570 складається з таких операцій: закриття апарата за допомогою гідропривода (1 хв), заповнення фільтр-преса згущеними відходами флотації за допомогою насоса при тиску 500—600 кПа (15 хв), фільтрування при тиску повітря до 900 кПа (40—60 хв), продування колектора живлення (3 хв), відкриття першої плити фільтра (1 хв), розвантаження всього фільтр-преса (15 хв), резерв (5 хв). Тривалість всього циклу, яка визначається характеристикою фільтрувального матеріалу, 80—100 хв. Продуктивність фільтра 5—7 т/год. Вологість зневодненого осаду складає 18—24 %. Підготовка відходів флотації до фільтрування включає дві операції: видалення (гідроциклонами) з відходів частинок розміром 0,5 мм та згущення відходів до 500—600 г/л.

## Різновиди
ФІЛЬТР-ПРЕС КАМЕРНИЙ АВТОМАТИЧНИЙ — камерний фільтр-прес, в якому фільтрувальна стрічка автоматично видаляє осад з камери.